# Сретен Рајковић Руднички
Сретен Рајковић Руднички (Војковци, 8. новембар 1874 — Душановац код Скопља, 22. март 1940) је био српски четнички војвода и пуковник пешадије.

## Војни позив
Рођен је 8. новембра 1874. у Војковцима у качерском срезу и рудничком округу. Добио је 1899. чин потпоручника. Поред војнога позива посветио се и био предан националним циљевима.

## Четничка акција у Македонији
Међу првима се придружио четничкој акцији у Македонији. Отишао је као саветник ујесен 1904. заједно са војводом Глигором Соколовићем и његовом четом. Током пролећа 1905. Руднички је био први инструктор Јована Бабунскога, кога је учио војним вештинама. Чете војводе Бабунскога и Рудничкога 8. априла 1905. прешле су границу и након преласка Вардара Руднички је формирао горски штаб у Поречу. Четницима је један од великих проблема био прелазак Вардара, на коме су Турци чували мостове. Руднички би тај проблем решавао тако да би слао сељаке да на један километар од тога места пуцњавом наведу турску посаду да напусти мост, а скривени четници би онда могли да га безбедно пређу. Због храбрости, вештине и стрпљења стекао је велики ауторитет међу народом, четницима, а и међу најискуснијим војводама. Од краја 1905. до окончања четничке акције био је на положају главнога секретара централнога четничкога одбора. Био је први шеф Горскога штаба у Западноме Повардарју, тј. у Поречу.

## Ратови и после ратова
Истакавши се у Првом балканском рату унапређен је у мајора. Током 1913 и 1914. командовао је батаљоном, а 1915. био је командант пука. Тешко је рањен у плућа 8. новембра 1915. за време повлачења војске из Србије. Оперисан је тек 1919, а након опоравка био је три године командант граничнога одсека. Унапређен је у пуковника и постао је командант косовско-митровачкога војнога округа. Након пензионисања живио је у Скопљу.